# Ferrari 250 GT Berlinetta passo corto
La 250 GT Berlinetta passo corto (detta anche SWB, Short Wheel Base) è un'autovettura sportiva costruita dalla Ferrari dal 1959 al 1962 e che ha partecipato alle competizioni automobilistiche della categoria Gran Turismo.

## Il contesto
Costruita presso la Carrozzeria Scaglietti e disegnata da Pininfarina, la 250 GT Berlinetta passo corto fu mostrata al pubblico per la prima volta al salone dell'automobile di Parigi del 1959 e ricordava nella sua linea le berlinette dell'epoca. Il suo sviluppo fu affidato a Giotto Bizzarrini, Carlo Chiti ed al giovane Mauro Forghieri, il quale più tardi completerà lo sviluppo della 250 GTO. L'appellativo passo corto fu aggiunto per differenziare questa vettura, che aveva un passo di 2400 mm, dalla 250 GT Berlinetta Tour de France con passo di 2600 mm. La vettura fu pensata per l'impiego nelle corse, ma fu anche venduta a clienti privati; essi potevano ordinarla con caratteristiche da competizione, come ad esempio la carrozzeria interamente in alluminio (la dotazione più leggera) ed il motore più potente. Oltre ad un propulsore potenziato, il corpo vettura più leggero i modelli da competizione presentavano anche modifiche minori. La sua principale concorrente fu la Jaguar E-Type.
Furono costruiti anche degli esemplari speciali progettati sempre da Pininfarina e assemblati da Bertone, che s'ispiravano alla 400 Superamerica.

## Le competizioni

Ada Pace con la Ferrari 250 GT passo corto alla Stallavena-Boscochiesanuova del 1962

I freni a disco furono i primi montati sulla serie GT, e la combinazione del basso peso, l'alta potenza e le ottime sospensioni la resero competitiva.
Il modello vinse per tre edizioni consecutive il Tour de France automobile dal 1960 al 1962, il Tourist Trophy di Goodwood nel 1960 e nel 1961, la classe GT di Le Mans negli stessi anni, e la 1000 km del Nürburgring nel 1961 e 1962.
La “250 GT Berlinetta passo corto” vinse anche la classe GT del Campionato Costruttori nel 1961, e il periodico di automobili Motor Trend la piazzò al quinto posto nella classifica delle più grandi Ferrari di tutti i tempi, mentre la rivista Sports Car International nel 2004 la giudicò settima nella classifica delle migliori auto da competizione degli anni sessanta.

## Caratteristiche tecniche

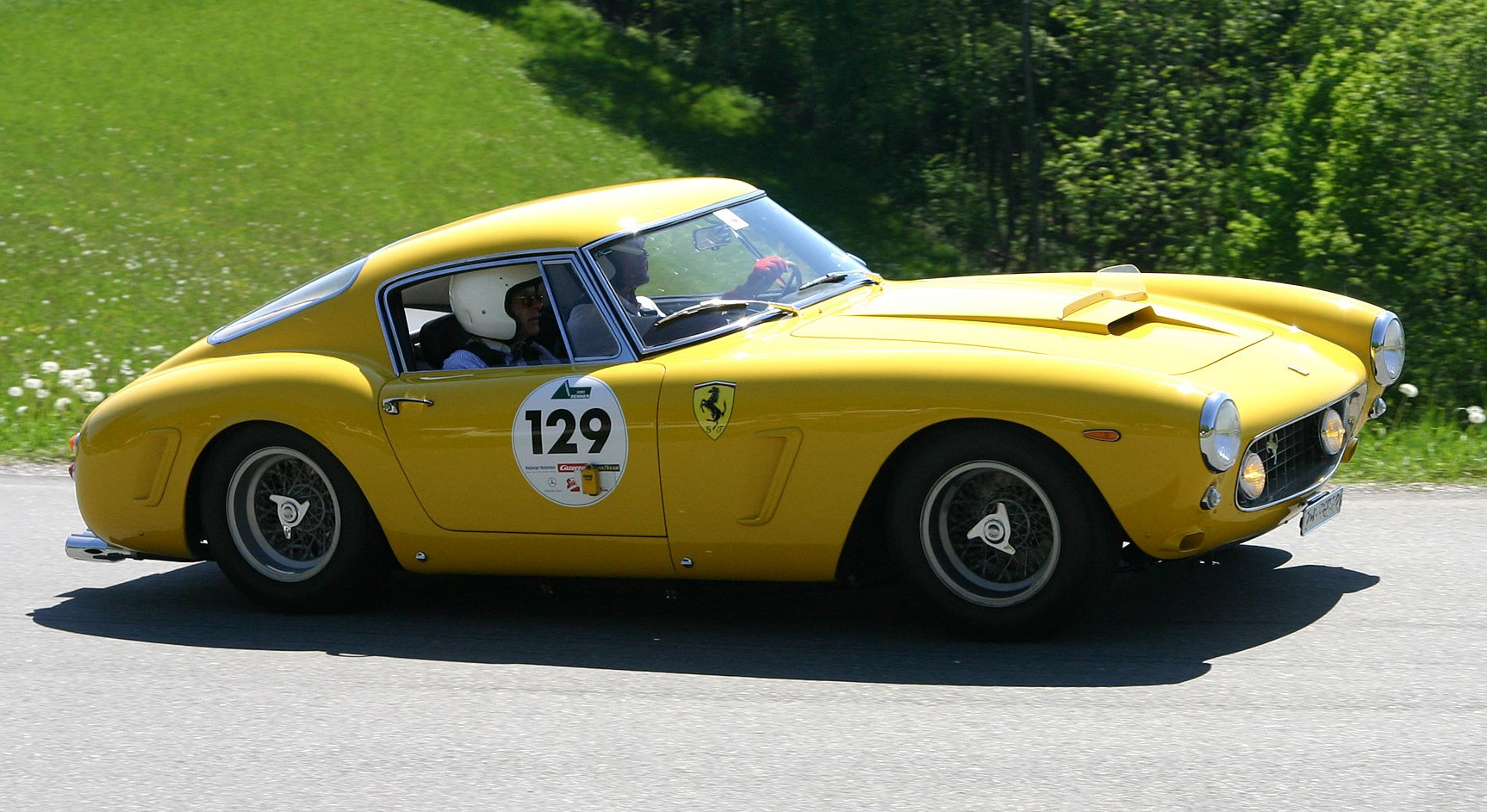
Linea laterale di una 250 GT SWB

Il motore era anteriore, longitudinale e derivava da quello concepito da Gioachino Colombo, vale a dire un V12 a 60° con distribuzione a singolo albero a camme in testa per bancata di cilindri, che avevano due valvole ciascuno. L'alesaggio e la corsa erano rispettivamente di 73 e 58,8 mm, e la cilindrata di 2953,21 cm³. Il rapporto di compressione era di 9,2:1. La lubrificazione era a carter umido, e le candele d’accensione erano disposte all'esterno della "V" configurata dalle bancate. L'alimentazione era assicurata nelle versioni da competizione da tre carburatori doppio corpo di marca Weber e di modello 40 DCL/6 o 46 DCF/3 oppure da 6 carburatori doppio corpo Weber 38 DCN, mentre le versioni stradali montavano 3 carburatori Weber 36 DCZ. L'accensione era formata da una coppia di bobine e doppi distributori d'accensione installati posteriormente, con due spinterogeni. La frizione era monodisco. Questo propulsore forniva una potenza compresa tra 260 ed i 280 CV a 7000 giri al minuto nelle versioni da competizione e 240 CV nelle versioni stradali.
La trasmissione era formata da un cambio sincronizzato a 4 rapporti più la retromarcia, che trasferiva la potenza al retrotreno attraverso un giunto; era disponibile con diversi rapporti a seconda delle richieste del cliente.
Il telaio tubolare in acciaio era formato da due longheroni a sezione ovoidale con barre di rinforzo ed un elemento anteriore a forma rettangolare. La carrozzeria era tipo berlinetta a 2 posti.
Le sospensioni anteriori erano indipendenti con molle elicoidali e braccio oscillante, mentre quelle posteriori erano formate da un ponte rigido posteriore con balestre semi ellittiche longitudinali, puntoni laterali e braccia radiali che univano l'assale. I quattro ammortizzatori erano idraulici di tipo telescopico, mentre i freni erano a disco della Dunlop e lo sterzo era a vite e rullo.
Il modello raggiungeva una velocità massima da 202 a 270 km/h nelle versioni da competizione a seconda del rapporto al ponte finale e 250 km/h nelle versioni stradali.